# Бабенки (Кімрський район)
Бабенки (рос. Бабенки) — присілок в Кімрському районі Тверської області Російської Федерації.
Населення становить 11 осіб. Входить до складу муніципального утворення Іллінське сільське поселення.

## Історія
Від 2005 року входить до складу муніципального утворення Іллінське сільське поселення.

## Населення
| 2010 |
| ---- |
| 11   |